# Акцептанс
Акце́птанс (англ. acceptance) — в физике ускорителей, область в фазовом пространстве, доступная для движения частиц. Понятие акцептанса применимо как для участка канала транспортировки, так и для циклических ускорителей. Границы акцептанса определяются механической апертурой, вакуумной камерой канала. Для ограничений движения, связанных с нелинейными полями используется понятие динамической апертуры. Часто используется очень близкое акцептансу понятие адмиттанса — эллипсоида, соответствующего максимальным значениям инварианта Куранта-Снайдера, доступного для прохождения через канал транспортировки. Для накопителя эти понятия совпадают.